# Agamyxis
Agamyxis es un género de peces actinopeterigios de agua dulce, distribuidos por ríos y lagos de América del Sur, en las cuencas fluviales de los ríos Orinoco y Amazonas.

## Especies
Existen solamente dos especies reconocidas en este género:
- Agamyxis albomaculatus (Peters, 1877)
- Agamyxis pectinifrons (Cope, 1870)